# Khākū
Khākū (persiska: خاکو) är en ort i Iran.   Den ligger i provinsen Hamadan, i den nordvästra delen av landet, 280 km väster om huvudstaden Teheran. Khākū ligger 2 278 meter över havet och antalet invånare är 448.
Terrängen runt Khākū är huvudsakligen kuperad, men västerut är den bergig.Runt Khākū är det ganska tätbefolkat, med 104 invånare per kvadratkilometer. Närmaste större samhälle är Āzādshahr, 7,8 km norr om Khākū. Trakten runt Khākū består i huvudsak av gräsmarker.